# Хижняк Андрій Андрійович
Хижняк Андрій Андрійович (22 квітня 1915 — 11 грудня 1990) — кандидат географічних наук, декан природничо-географічного факультету Мелітопольського державного педагогічного інституту (1961—1967).

## Біографія
Хижняк Андрій Андрійович народився 22 квітня 1915 року в с. Біленьке Велико-Хортицького (нині — Запорізького) району. Навчався в Одеському державному університеті (1937—1941), у 1945 р. закінчив повний курс геологічно-географічного факультету Дніпропетровського державного університету (нині Дніпровський національний університет ім. О.Гончара) та отримав кваліфікацію наукового співробітника географічних наук з правом викладання у вищих навчальних закладах. Тема його кандидатської дисертації — «Экономико-географическая характеристика поймы Нижнего Днепра».
По закінченні вишу працював: асистентом на кафедрі в альма-матер (1945—1948), старшим викладачем кафедри геології та географії Курського державного педінституту (1948—1953).
Під час роботи (1953—1968) в Мелітопольському державному педагогічному інституті (нині Мелітопольський державний педагогічний університет ім. Б. Хмельницького) працював старшим викладачем геології кафедри хімії (1953), доцентом кафедри основ сільського господарства (1958), деканом факультету природознавства (з 1959) та природничо-географічного факультету (1961—1967), завідувачем кафедри географії та геології (1962—1968).
Нагороджений грамотою Міністерства освіти УРСР «За сумлінну роботу в підготовці педагогічних кадрів» (1957). Він — один із засновників та голова правління Мелітопольського відділу Українського філіалу Географічного Товариства СРСР.
Область наукових інтересів вченого: загальна геологія; геологічна будова річкових долин; дослідження водних ресурсів і рельєфу Запорізької області; краєзнавство; методика викладання географії.
19 листопада 1968 року Андрія Андрійовича Хижняка призначено першим деканом новоствореного біологічно-хімічного факультету Бєлгородського державного педагогічного інституту ім. М. С. Ольминського. На цій посаді пропрацював 7 років, потім, у віці 60 років, перейшов на кафедру педагогіки та методики початкового навчання старшим викладачем з ґрунтознавства, завідував кафедрами методики початкового навчання та природничо-математичних дисциплін. Як і в Дніпропетровську (нині м. Дніпро), Курську, Мелітополі, працюючи в Бєлгородському педінституті, А. А. Хижняк керував практикою студентів, був активним лектором товариств «Знання» та «Охорони природи». Загалом, в Бєлгородському педінституті пропрацював 22 роки.
В 1990 році завершив педагогічну діяльність і переїхав до м. Дніпропетровська (нині м. Дніпро), де він навчався, працював, де мешкають його діти, онуки, правнуки.
Помер Андрій Андрійович Хижняк 11 грудня 1990 року.

## Праці
- Нижнее Приднепровье: экон.-геогр. очерк / А. А. Хижняк. — М. : Географгиз, 1956. — 79 с.
- Запорізька область: (геогр. нарис) / А. А. Хижняк. — К. : Рад. школа, 1959. — 126 с. : іл., карта.
- Мелітополь: іст.- геогр. нарис / М. Алексєєв, Г. Барков, А. Хижняк. — Запоріжжя: Кн.-газ. вид-во, 1962. — 68 с. : іл. — (Міста Запоріз. обл.).
- Лабораторно-практичні заняття з геології / Хижняк А. А. — К. : Рад. школа, 1965. — 145 с.
- Известия Мелитопольского отдела географического общества охраны природы УССР / Геогр. о-во УССР, Укр. о-во охраны природы и содействия развитию природ. богатств ; ред. кол. : П. П. Орлов, А. А. Хижняк [и др.]. — Днепропетровск: Промінь, 1965. — 172 с. — Из содерж. : Хижняк А. Минеральные богатства Запорожского края / А. А. Хижняк. — С. 5-16 ; Орлов П. Острова в Каховском водохранилище / П. П. Орлов, А. А. Хижняк. — С. 137—141.
- Місто Мелітополь — важливий економічний центр України / А. А. Хижняк, М. Алексєєв // Екон. географія. — 1967. — Вип. 2. — С. 184—190 ; Серп і молот. — 1967. — 7 січ.
- Про зміни Молочного лиману в зв'язку з його з'єднанням з Азовським морем і перспективи його використання / Хижняк А. А., Янковський Б. А. // Матеріали з метеорології і гідробіології України. — К., 1963. — С. 118—122.
- Запоріжжя ; Запорізька область / Хижняк А. А., Бєляєв Д. П. // УРЕ. — К., 1961. — Т. 5. — С. 175—176 ; 178—181.